# ساموئل آلکسانیان (کارآفرین)
ساموئل لیمندری آلکسانیان (Սամվել Լիմինդրի Ալեքսանյան؛ زادهٔ ۱۹ اوت ۱۹۶۸) یک سیاستمدار و کارآفرین اهل ارمنستان است که از تاریخ ۲۰۰۳ تا تاریخ ۲۰۱۸ سمت نمایندگی نماینده دوره‌های سوم، چهارم، پنجم و ششم را برعهده داشت.

## زندگی‌نامه
در ۱۹ اوت ۱۹۶۸ در ایروان به دنیا آمد 